# گلن یانکین

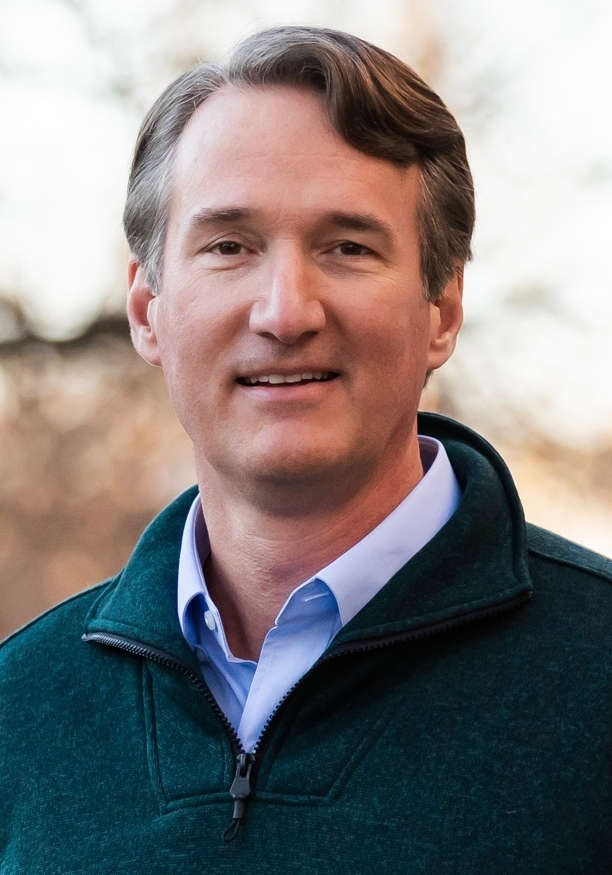
گلن الن یانکین، تاجر و سیاست‌مدار آمریکایی- ۲۰۲۱

گلن الن یانکین (زادهٔ ۹ دسامبر ۱۹۶۶) تاجر اهل آمریکا و فرماندار ویرجینیا است. او قبل از ورود به سیاست، او ۲۵ سال را در شرکت سرمایه‌گذاری خصوصی گروه کارلایل گذراند و به سمت مدیر عاملی ارشد آن رسید. او در سپتامبر ۲۰۲۰ از گروه کارلایل کنار رفت و نامزدی خود را برای انتخابات فرمانداری ویرجینیا در سال ۲۰۲۱ در ژانویه ۲۰۲۱ اعلام کرد. یانکین در ۱۰ می ۲۰۲۱ نامزد فرمانداری جمهوری خواهان شد و در انتخابات عمومی در ۲ نوامبر با نامزد حزب دموکرات تری مکالیف روبرو و پیروز شد.
اگرچه یانگکین ادعای نادرست مبنی بر پیروزی دونالد ترامپ در انتخابات ریاست جمهوری ۲۰۲۰ را رد می‌کند، اما ترامپیسم را به عنوان یک جنبش سیاسی پذیرفته‌است و تا پس از کسب نامزدی فرمانداری جمهوری خواهان از اذعان به مشروعیت ریاست جمهوری جو بایدن خودداری کرده‌است. یانکین از واکسن کووید-۱۹ حمایت می‌کند، اما با الزامی شدن ماسک و واکسن مخالف است. کمپین او توجه رسانه ای ملی را به دلیل پلتفرم آموزشی خود جلب کرده‌است، که بر رویکرد محافظه کارانه اجتماعی برای رفتار با دانش آموزان تراجنسیتی و مخالفت با نظریه انتقادی نژاد تأکید دارد.

## سنین جوانی و تحصیل
یانگکین در ریچموند ویرجینیا به دنیا آمد. او پسر الیس و کارول وین یانکین است. پدرش برای دانشگاه دوک بسکتبال بازی می‌کرد و در حسابداری و امور مالی کار می‌کرد. هنگامی که یانکین نوجوان بود، خانواده او از ریچموند به ویرجینیا بیچ نقل مکان کردند. او در آکادمی نورفوک در نورفک، ویرجینیا تحصیل کرد و در سال ۱۹۸۵ فارغ‌التحصیل شد. او جوایز متعدد بسکتبال دبیرستانی را دریافت کرد.
یانکین با بورسیه تحصیلی بسکتبال وارد دانشگاه رایس شد در چهار فصل بخش یکم ان سی دابل ای با تیم بسکتبال مردان جغدهای رایس در کنفرانس جنوب غربی بازی کرد، که در آن در مجموع ۸۲ امتیاز و ۶۷ ریباند در دوران حرفه ای خود کسب کرد. در سال ۱۳۶۹ با لیسانس مطالعات مدیریتی و لیسانس مهندسی مکانیک فارغ‌التحصیل شد. او در سال ۱۹۹۴ ام بی ای (MBA) را از مدرسه کسب و کار هاروارد دریافت کرد.